# 주리투아니아 대만 대표처
주리투아니아 대만 대표처(중국어: 駐立陶宛台灣代表處, 영어: Taiwanese Representative Office in Lithuania, 리투아니아어: Taivano atstovybė Lietuvoje)는 중화민국(대만) 정부가 리투아니아의 수도인 빌뉴스에 설립한 사실상의 대표부(타이베이 대표부)이다. 주리투아니아 대만 대표처는 2020년에 개관한 주소말릴란드 대만 대표처에 이어 2번째로 "대만"(臺灣/台灣) 명의를 사용한 대만의 재외기구이자 현재까지 중화인민공화국과 수교한 국가들 가운데 유일하게 "대만" 명의를 사용하고 있는 재외기구이기도 하다.

## 설립 배경과 역사
리투아니아 정부는 2019년부터 국가 안보 보고서에서 중국을 국가 안보의 위협으로 적시하는 한편 대만의 세계보건총회(WHA) 옵서버 참여를 지지하는 성명을 발표했다. 또한 2019년에는 리투아니아에서 일어난 2019-2020년 홍콩 시위 지지 집회 도중에 리투아니아 현지에 체류하던 중국인들이 주최한 맞불 집회 과정에서 주리투아니아 중국 대사관이 개입했다는 의혹을 제기했다.
2021년 5월 20일에는 리투아니아 세이마스(의회)가 중국의 신장 위구르 자치구에서 일어나고 있는 위구르족 집단학살을 규탄한다는 내용을 담은 결의를 통과시키자 주중국 리투아니아 대사관이 이를 강력히 규탄하는 성명을 발표했다. 2021년 5월 22일에는 리투아니아 외무부가 중국과 중앙유럽·동유럽 국가들 간의 17+1 협력 공동체에서 탈퇴한다는 성명을 발표했다. 2021년 9월에는 리투아니아 국방부 산하 국가사이버보안센터가 중국의 통신 장비 제조 기업인 화웨이, 샤오미의 스마트폰에서 검열·감시 기능이 발견되어 보안에 문제가 있기 때문에 해당 제품들의 사용을 중단하고 폐기할 것을 권고했다.
그동안 리투아니아에서는 소련의 지배에 따른 공산주의에 대한 반감으로 인해 중국에 맞서 민주주의의 가치를 공유하는 대만과의 연대를 형성해야 한다는 여론이 형성되었다. 특히 코로나19 범유행이 벌어지고 있던 2020년 4월에는 대만 정부가 리투아니아에 수술용 마스크 10만 장을 지원했다. 2021년 6월에는 리투아니아 정부가 이에 대한 보답으로 대만에 아스트라제네카 코로나19 백신 2만회 분을 지원했다.
2021년 3월 23일에는 리투아니아 정부가 공무원법을 개정하여 리투아니아와 외교 관계가 없는 국가에 무역 대표부를 설치할 수 있도록 하자고 세이마스에 정식 제안했다. 2021년 6월 30일에는 가브리엘류스 란츠베르기스 리투아니아 외무부 장관이 "리투아니아 정부는 아시아·태평양 계획을 강화하기 위하여 오스트레일리아에 대사관을 설치할 계획을 갖고 있다. 또한 대한민국, 싱가포르, 대만에도 외교 대표 기구를 설치할 계획을 갖고 있다."고 밝혔다.
2021년 7월 20일에는 우자오셰 대만 외교부장이 리투아니아의 수도인 빌뉴스에 주리투아니아 대만 대표부를 설치할 예정이라고 발표했다. 대만이 유럽 국가에 대표부를 설치한 것은 2003년에 주슬로바키아 타이베이 대표부가 설립된 이후 18년 만에 처음이다. 또한 유럽 국가에서는 최초로 "타이베이"(臺北/台北)가 아닌 "대만"(臺灣/台灣) 명의를 사용한 대만의 재외기구이기도 하다.
2021년 9월 30일에는 리투아니아 세이마스가 정식 외교 대표 기구가 설치되지 않은 국가·지역에 경제무역대표부를 설치할 수 있도록 하는 법안을 통과시켰다. 이에 따라 리투아니아 정부는 아우슈리네 아르모나이테 리투아니아 경제혁신부 장관이 법안의 발효를 선언하는 대로 대만 주재 경제무역대표부의 수장을 임명하게 된다. 2021년 11월 18일에는 주리투아니아 대만 대표부가 정식 출범했다. 리투아니아 정부는 2022년 초반에 주대만 리투아니아 경제무역대표부를 설치할 예정이라고 밝혔다.

## 당사국들의 반응
- 대만
  - 차이잉원 중화민국 총통은 자신의 페이스북에서 주리투아니아 대만 대표부 설치를 "중요한 외교 돌파"로 지목했다. 특히 2003년에 슬로바키아에 대표부를 설치한 이후 18년 만에 처음으로 유럽 국가에 대표부를 설치했다는 점에서 의미 있는 중요한 외교 성과라고 평가했다. 쑤전창 행정원장은 "리투아니아는 대만이 '대만'이라는 이름으로 세계에서 볼 수 있는 곳에 대만이 가도록 하는 데 중요한 의미를 두고 있다."고 평가했다.[16]
  - 2021년 11월 18일에 주리투아니아 대만 대표부가 설립되자 천젠런 전 부총통은 외교부의 초청으로 2021년 11월 19일부터 11월 20일까지 리투아니아 빌뉴스에서 개최된 '민주 미래-전체주의에 대항하는 고위급 포럼'에 참석하였다. 천젠런은 "권위주의의 확장과 위협에도 대만은 전통적으로 자유민주적 생활 방식의 보루로서 지역 안정과 세계 번영을 위해 적극 공헌해 왔다."고 말했다.[21] 또한 대륙위원회는 중국 정부가 리투아니아와의 외교 관계를 임시대리대리급으로 격하한 것에 대해 "우리는 리투아니아에 대한 중국 대륙 당국의 횡포를 강하게 비난한다."는 성명을 발표했다.[22]

- 중화인민공화국
  - 자오리젠 중화인민공화국 외교부 대변인은 2021년 7월 20일에 가진 브리핑을 통해 "중화인민공화국과 수교한 국가들이 대만 당국과 어떠한 공식적인 왕래를 갖는 것에 단호히 반대한다."는 입장을 밝히면서 리투아니아 측에 '하나의 중국' 원칙을 견지하고 수교 당시의 약속을 지킬 것을 촉구했다. 또한 "대만 당국이 선택한 '대만 독립'은 막다른 길이 될 것이며 국제 사회에서 '두 개의 중국', '하나의 중국, 하나의 대만'을 만들려는 어떠한 시도도 실현될 수 없다."고 밝혔다. 주펑롄 국무원대만사무판공실 대변인은 "주리투아니아 대만 대표부 설치는 대만 당국이 저지른 '모욕 행위'이다. 대만이 중국의 일부라는 사실은 바뀔 수 없으며 중국의 국제 지형을 흔들 수 없다."고 밝혔다.[16]
  - 중화인민공화국 외교부는 2021년 8월 10일에 주리투아니아 중국 대사를 소환하기로 결정하고 리투아니아 정부에 주중국 리투아니아 대사를 소환할 것을 요구했다.[23][24] 이에 대해 리투아니아 외무부는 "리투아니아는 하나의 중국 원칙을 존중하되 유럽 연합과 세계의 다른 국가들과 마찬가지로 대만과 호혜적인 관계를 발전시키기로 결심했다."고 밝혔다.[25] 그러면서 중화인민공화국 정부의 대사 소환 결정이 바뀌기를 바란다고 밝혔다.[26]
  - 화춘잉 중화인민공화국 외교부 대변인은 2021년 8월 11일에 가진 브리핑을 통해 "하나의 중국 원칙은 원래 뜻을 왜곡해서는 안 된다. 말로는 하나의 중국 원칙을 지킨다고 밝히면서 실제로는 대만 당국과 공공연히 공적인 거래를 하고 대만 독립 세력과 함께 하는 것에 대해 중국 인민들은 절대 받아들일 수 없다."고 밝혔다.[27][28]
  - 2021년 10월 14일에는 주영국 중국 대사관이 리즈 트러스 영국 외무부 장관이 리투아니아와 대만 간의 관계 발전을 지지하고 성원을 약속하는 발언을 한 것에 대해 상당한 불만을 표시하면서 중국과 영국 간의 관계에 새로운 장애를 조성하지 말라고 경고하는 성명을 발표하였다.[29]
  - 2021년 11월 19일에는 자오리젠 중화인민공화국 외교부 대변인과 주펑롄 국무원대만사무판공실 대변인이 "중국 정부는 대만 당국의 소위 '주리투아니아 대만 대표처' 설립에 강력히 항의하고 결연히 반대한다. 우리는 필요한 모든 조치를 취하여 중국의 주권과 영토 보전을 수호할 것이다. 이에 따른 모든 결과는 리투아니아 정부에 있다."고 밝혔다.[30][31] 중국 관영 신화통신사는 리투아니아 정부가 1991년에 서명한 《중화인민공화국과 리투아니아 공화국 간의 외교 관계 수립에 대한 공동 성명》을 거론하면서 "리투아니아 정부는 국가의 믿음과 명예를 무시한 채 정치적인 약속을 저버리고 중국에 대한 내정 간섭을 자행했다."고 비판했다.[32]
  - 2021년 11월 21일에는 중화인민공화국 외교부가 공식 성명을 통해 "중국 정부는 리투아니아 정부가 대만 당국의 소위 '주리투아니아 대만 대표처' 설립을 허가한 것에 대한 대응 차원에서 리투아니아와의 외교 관계를 임시대리대사급으로 격하하기로 결정했다."고 밝혔다.[33][34][35] 자오리젠 중화인민공화국 외교부 대변인은 2021년 11월 24일에 가진 브리핑에서 "리투아니아는 신의를 저버리고 잘못을 저지른 대가를 치르게 될 것"이라며 리투아니아에 대한 경제 보복 가능성을 시사했다.[36]
  - 2021년 11월 25일에는 주리투아니아 중국 대사관이 영사 업무를 중단한다고 발표했다.[37] 2021년 11월 26일에는 주리투아니아 중국 대사관이 "주리투아니아 중화인민공화국 대표처"로 이름을 바꿨다.[38] 또한 중화인민공화국 외교부는 리투아니아 정부에 주중국 리투아니아 대사관을 대표부로 격하할 것을 요구했다.[39]

- 리투아니아
  - 리투아니아 외무부, 경제혁신부는 모두 대만 외교부의 트위터 글을 리트윗하면서 환영의 뜻을 전했다.[40] 리투아니아의 기타나스 나우세다 대통령은 "리투아니아는 주권 독립 국가로서 어떤 국가나 지역과의 관계 발전을 스스로 결정할 수 있으며 상호 존중이 결여된 국가 관계는 받아들일 수 없다."고 밝혔다.[41]
  - 2021년 8월 11일에는 가브리엘류스 란츠베르기스 리투아니아 외무부 장관이 중국 정부의 주중국 리투아니아 대사 소환 명령에 대해 "실망스럽고 납득할 수 없다. 리투아니아는 아무런 잘못이 없을 뿐이다. 이러한 결정 때문에 대사관의 단계적 운영과 외교 관계 승인이 달라지는 것은 아니다. 리투아니아는 중국과의 공감대를 회복할 자신이 있다."고 밝혔다.[42] 그러나 리투아니아 외무부는 2021년 11월에 중국 정부가 리투아니아와의 외교 관계를 임시대리대사급으로 격하한 것에 유감을 표시하고 "리투아니아는 하나의 중국 정책을 고수하지만 대만과의 협력을 확대할 권리가 있다."는 입장을 재확인했다.[43][44][45]
  - 2021년 10월 28일에는 리투아니아의 기타나스 나우세다 대통령이 대만 기업인 대표단을 만난 자리에서 "중국은 리투아니아에 대해 대만 대표부를 개설한 것에 대해 분노를 표시해서는 안 된다. 리투아니아는 주권 독립 국가로서 대만에 대한 입장을 바꾸지 않을 것이다. 중국 정부는 리투아니아의 결정을 담담히 받아들여야 한다."라고 밝혔다. 또한 나우세다 대통령은 "리투아니아 정부는 1991년부터 하나의 중국 정책을 지지했다."는 사실을 다시 한번 강조했다. 아우슈리네 아르모나이테 리투아니아 경제혁신부 장관도 이와 비슷한 성명을 발표했다.[46]
  - 주리투아니아 대만 대표부 출범식에는 리투아니아의 탈소련 독립 혁명 지도자인 비타우타스 란츠베르기스가 직접 참석했다. 지기만타스 파빌료니스 리투아니아 세이마스 외교위원장은 황쥔야오 주리투아니아 대만 대표를 만난 자리에서 대표부 설립이 "자유와 민주주의의 승리"라고 평가했다. 마타스 말데이키스 리투아니아-대만 우호 그룹 위원장도 국가의 독립을 목격한 리투아니아 국민들에게 대표부 출범이 의미가 크다고 평가했다. 또한 말데이키스 의원은 파벨 피셰르 체코 상원 외교국방안보위원장과의 전화 통화에서 체코를 비롯한 중앙유럽·동유럽 국가들이 리투아니아를 벤치마킹하여 중국과의 17+1 협력 공동체에서 탈퇴할 것이라고 기대했다.[47]
  - 2021년 11월 21일에는 리투아니아 세이마스 의원 17명이 기타나스 나우세다 대통령과 리투아니아 국가 올림픽 위원회에 보낸 공개 서한을 통해 리투아니아 정부가 중국과 리투아니아 간의 외교 관계 격하, 중국의 권위주의 체제·인권 침해에 대한 항의의 차원에서 중국 베이징에서 열린 2022년 동계 올림픽을 보이콧할 것을 요구했다.[48][49] 이에 대해 2000년 시드니 하계 올림픽 사격 여자 트랩 금메달리스트인 다이나 구지네비추테 리투아니아 국가 올림픽 위원회 위원장은 "정치적 중립은 올림픽의 원칙 가운데 하나이다. 특정 국가가 아닌 전 세계를 위한 스포츠 행사인 올림픽이 정치적인 도구가 되어서는 안 된다. 우리는 선수들이 정치적인 이유로 인생에서 가장 중요한 대회인 올림픽에 참여할 기회를 박탈하도록 요구하는 것은 불공정하다고 판단한다. 또한 《올림픽 헌장》에는 국가 올림픽 위원회가 올림픽에 참가할 의무를 갖는다고 명시되어 있기 때문에 이를 따르지 않으면 국제 올림픽 위원회(IOC)의 제재를 받게 된다. 따라서 리투아니아 국가 올림픽 위원회는 2022년 베이징 동계 올림픽을 보이콧할 계획이 없음을 밝힌다."라고 전했다.[50][51]
  - 2021년 12월 3일에는 리투아니아 정부가 중국의 인권 침해에 대한 항의의 차원에서 2022년 베이징 동계 올림픽에 대한 외교적 보이콧을 단행한다고 밝혔다.[52] 외교적 보이콧은 선수단은 대회에 참가하지만 정부의 공식 사절단은 대회 현장에 파견하지 않는 보이콧 방식을 뜻한다.[53][54] 2021년 12월 15일에는 리투아니아 정부가 신변 위험을 고려하여 임시대사대리를 포함한 중국 주재 리투아니아 외교관 및 가족 19명을 본국으로 귀국시켰다. 이에 따라 베이징에 있던 주중국 리투아니아 대사관이 사실상 폐쇄되었고 원격 운영으로 전환되었다.[55][56][57][58]

- 미국
  - 미국 국무부 동아시아태평양국은 트위터에 올린 글에서 "미국은 대만의 국제 파트너십 확장과 공동의 도전에 따른 노력을 환영하며 주리투아니아 대만 대표부의 설립을 환영한다."고 강조했다.[59] 미국재대만협회도 보도 자료를 통해 "미국은 주리투아니아 대만 대표부의 설립 협의를 지지하며 모든 국가는 대만과 더욱 긴밀한 관계를 맺고 협력을 확대할 자유를 누려야 한다."고 밝혔다.[60]
  - 네드 프라이스 미국 국무부 대변인은 2021년 8월 10일에 "미국은 북대서양 조약 기구(NATO) 회원국인 리투아니아에 대한 중국의 보복 행위를 규탄한다. 미국은 유럽의 파트너들이 대만과의 상호 유익한 관계를 발전시키고 베이징 당국의 강압적인 행동에 저항하는 것을 지지한다."고 밝혔다.[61]
  - 마코 루비오 미국 연방상원 의원은 "중국의 징벌적인 외교는 대만을 지지하는 민주주의 국가들이 입을 다물게 하지 않을 것이다. 리투아니아와 같은 자유 국가들은 다른 민주적인 파트너들과 거래할 권리가 있다. 우리는 중국 공산당의 침략에 맞서 싸워야 한다."고 밝혔다.[62]
  - 2021년 11월 19일에는 미국을 방문한 가브리엘류스 란츠베르기스 리투아니아 외무부 장관이 미국 수출입 은행과 6억 달러 규모의 수출 신용 협약을 체결했다. 란츠베르기스 장관은 유럽 연합에 "실질적인 도움"을 촉구했다.[63]

- 유럽 연합
  - 유럽 연합(EU)은 중국 정부의 리투아니아 주재 대사 소환에 관한 유럽 대외관계청 대변인의 답변을 통해 "유럽 연합은 중화인민공화국이 중국 정부를 대표한다는 사실을 인정한다. 그러나 대만과의 관계 심화에도 관심이 있기에 타이베이에 유럽 경제무역사무소를 설치했다. 또한 대만이나 대만에서 유럽으로 오는 것이 유럽 연합의 하나의 중국 정책에 반한다고 생각하지 않는다."고 밝혔다.[64]
  - 2021년 9월 1일에는 유럽 의회 외무위원회가 《대만과의 정치 관계 및 협력에 관한 보고서》를 채택하여 법률의 기초를 마련했다.[65]
  - 2021년 11월에는 독일 출신 유럽 의회 의원인 라인하르트 뷔티코퍼 대중국 관계 대표단장이 "대만 대표부 설립은 유럽 연합의 하나의 중국 정책에 부합한다. 유럽 연합은 중화인민공화국 정부가 주장하는 하나의 중국 원칙에 동의한 적이 없다. 이것은 매우 큰 차이이다. 우리는 반드시 베이징 당국이 그들의 관점을 강요하는 것을 용납해서는 안 된다."라고 말했다.[66]

- 영국
  - 리즈 트러스 영국 외무부 장관은 2021년 10월 11일에 에스토니아, 라트비아, 리투아니아 외무장관과의 4자 회의를 통해 리투아니아와 대만 간의 관계 발전을 지지하고 지원하겠다고 약속했다.[29]

## 같이 보기
- 대만-리투아니아 관계
- 리투아니아-중국 관계
- 중화민국 외교부
- 타이베이 대표부

### 내용주
1. ↑  대만의 언론 매체에서는 해당 대표처가 중화인민공화국과 수교한 국가들 가운데 최초로 "대만" 명의를 사용한 재외기구라고 소개하고 있으나 주바레인 대만 상무대표단, 주볼리비아 대만 상무판사처, 주트리폴리(리비아) 대만 상무대표처와 같이 과거에 "대만"이라는 이름을 사용한 재외기구도 있다. 해당 재외기구들은 나중에 이름을 바꿨거나 철수한 상태이다.

### 참고주
1. ↑  “"대사 소환에 단교설까지" 불붙은 중국-리투아니아 외교갈등”. 《아주경제》. 2021년 8월 11일. 2021년 12월 1일에 확인함.
2. ↑  “리투아니아 "중국 외교관들이 친홍콩 집회 방해"…中대사 초치(종합)”. 《연합뉴스》. 2019년 9월 3일. 2021년 12월 1일에 확인함.
3. ↑  “중국에 등 돌린 소국 리투아니아…'17+1' 협력체서 이탈”. 《연합뉴스》. 2021년 5월 24일. 2021년 12월 1일에 확인함.
4. ↑  “中国驻立陶宛大使馆发言人就立陶宛议会通过反华决议发表声明”. 《中华人民共和国驻立陶宛共和国大使馆》 (중국어 간체). 2021년 8월 12일에 원본 문서에서 보존된 문서. 2021년 12월 1일에 확인함.
5. ↑  “'260만' 리투아니아, '14억' 중국에 반기…"경제협력체 탈퇴"”. 《MBN》. 2021년 5월 25일. 2021년 12월 1일에 확인함.
6. ↑  “中과 갈라선 리투아니아 "샤오미폰 검열 포착, 당장 버려라"”. 《머니투데이》. 2021년 9월 22일. 2021년 12월 1일에 확인함.
7. ↑  “리투아니아, 이번엔 ‘중국폰 사용 금지령’… 중 “반중 술수” 비난”. 《국민일보》. 2021년 9월 24일. 2021년 12월 1일에 확인함.
8. ↑  “리투아니아의 ‘동병상련’… 中압박에도 대만 찾았다”. 《서울신문》. 2021년 11월 29일. 2021년 12월 1일에 확인함.
9. ↑  “인구 280만 나라가 대놓고 중국을 반대하는 이유”. 《오마이뉴스》. 2021년 11월 29일. 2021년 12월 1일에 확인함.
10. ↑  “台灣去年援贈10萬片口罩立陶宛以2萬劑AZ疫苗當回禮”. 《ETtoday》 (중국어 정체). 2021년 6월 22일. 2021년 12월 1일에 확인함.
11. ↑  “리투아니아, 대만에 백신 지원…중국 "대만독립은 죽음의 길"(종합)”. 《연합뉴스》. 2021년 6월 23일. 2021년 12월 1일에 확인함.
12. ↑  “立陶宛議會修法完成　駐台辦事處最快10月成立”. 《上報》 (중국어 정체). 2021년 10월 1일. 2021년 11월 4일에 원본 문서에서 보존된 문서.
13. ↑  簡恒宇 (2021년 7월 2일). “經貿外交拓展亞洲市場》立陶宛外長表明在台灣設代表處 我外交部高度歡迎”. 《風傳媒》 (중국어 정체). 2021년 7월 23일에 원본 문서에서 보존된 문서. 2021년 7월 21일에 확인함.
14. ↑  “駐立陶宛代表處將設立 吳釗燮：歐洲首個以台灣為名外館[影]”. 《中央社》 (중국어 정체). 2021년 7월 20일. 2021년 8월 17일에 원본 문서에서 보존된 문서. 2021년 7월 20일에 확인함.
15. ↑  “대만, 中 위협에도 리투아니아 대표부 세운다”. 《세계일보》. 2021년 7월 20일. 2021년 12월 1일에 확인함.
16. 1 2 3  松仁 (2021년 7월 20일). “冲破北京阻力，台湾与立陶宛将互设代表处”. 《美国之音网站》 (중국어 간체). 2021년 11월 4일에 원본 문서에서 보존된 문서. 2021년 8월 11일에 확인함.
17. ↑  “[영상] 중국 보복 선포에…리투아니아, "해볼 테면 해보라지"”. 《SBS뉴스》. 2021년 11월 26일. 2021년 12월 1일에 확인함.
18. ↑  “立陶宛國會通過修法 為設駐台經貿代表處開綠燈”. 《中央社》 (중국어 정체). 2021년 10월 1일. 2021년 11월 18일에 원본 문서에서 보존된 문서.
19. ↑  “我「駐立陶宛台灣代表處」正式設立，台立實質交流合作開啟新頁”. 《中華民國外交部》 (중국어 정체). 2021년 11월 18일. 2021년 11월 18일에 원본 문서에서 보존된 문서. 2021년 11월 21일에 확인함.
20. ↑  “中國施壓未果 立陶宛總統：對台灣立場不變”. 《中央社》 (중국어 정체). 2021년 10월 28일. 2021년 11월 19일에 원본 문서에서 보존된 문서.
21. ↑  “陳建仁立陶宛演說 談台灣民主經驗籲合作捍衛理念”. 《Rti 中央廣播電臺》 (중국어 정체). 2021년 11월 21일에 원본 문서에서 보존된 문서. 2021년 11월 21일에 확인함.
22. ↑  “中國報復立陶宛將外交關係降為「代辦級」 陸委會：蠻橫不堪 - 政治”. 《自由時報電子報》 (중국어 정체). 2021년 11월 21일. 2021년 11월 21일에 원본 문서에서 보존된 문서. 2021년 11월 21일에 확인함.
23. ↑  “外交部发言人就中方决定召回驻立陶宛大使发表谈话”. 《中華人民共和國外交部》 (중국어 간체). 2021년 8월 10일. 2021년 8월 22일에 원본 문서에서 보존된 문서. 2021년 8월 10일에 확인함.
24. ↑  “中, '대만에 무역대표부 설치' 리투아니아 주재 대사 소환”. 《서울신문》. 2021년 8월 13일. 2021년 12월 1일에 확인함.
25. ↑  徐筱晴 (2021년 8월 10일). “立陶宛冷回中國召回大使 決心與台灣發展互惠關係”. 《NOWnews今日新聞》 (중국어 정체). 2021년 8월 15일에 원본 문서에서 보존된 문서. 2021년 8월 10일에 확인함.
26. ↑  管淑平、陳鈺馥 (2021년 8월 12일). “立陶宛總統：有權自行決定與哪國發展關係”. 《自由時報》 (중국어 정체). 2021년 8월 15일에 원본 문서에서 보존된 문서. 2021년 8월 15일에 확인함.
27. ↑  “外交部发言人华春莹就中方召回驻立陶宛大使答记者问”. 《中华人民共和国外交部》 (중국어 간체). 2021년 8월 15일에 원본 문서에서 보존된 문서. 2021년 8월 13일에 확인함.
28. ↑  “‘親대만·反中 행보’ 리투아니아… 동병상련인가, 실익 찾기인가”. 《서울신문》. 2021년 8월 13일. 2021년 12월 1일에 확인함.
29. 1 2  綜合報導 (2021년 10월 16일). “英國新外相支持台灣、立陶宛友好 中國跳腳：不要製造新障礙”. 《自由時報》 (중국어 정체). 2021년 10월 29일에 원본 문서에서 보존된 문서. 2021년 10월 19일에 확인함.
30. ↑  “国台办：坚决反对并将坚决打击民进党当局各种谋“独”行径” (중국어 간체). 2021년 11월 19일에 원본 문서에서 보존된 문서. 2021년 11월 21일에 확인함.
31. ↑  “外交部发言人就立陶宛批准台湾当局设立所谓“驻立陶宛台湾代表处”发表谈话”. 《中华人民共和国外交部》 (중국어 간체). 2021년 11월 18일. 2021년 11월 21일에 원본 문서에서 보존된 문서. 2021년 11월 19일에 확인함.
32. ↑  “駐立陶宛台灣代表處成立 新華社：亡羊補牢、為時不晚” (중국어 정체). 2021년 11월 19일에 원본 문서에서 보존된 문서. 2021년 11월 21일에 확인함.
33. ↑  “中方决定将中立两国外交关系降为代办级” (중국어 간체). 新华网. 2021년 11월 22일에 원본 문서에서 보존된 문서. 2021년 11월 21일에 확인함.
34. ↑  “중국, 리투아니아와 외교 관계 격하 결정(성명 전문)”. 《인민망 한국어판》. 2021년 11월 22일. 2021년 12월 1일에 확인함.
35. ↑  “中 대만대표부 허용한 對 리투아니아 외교관계 강등”. 《노컷뉴스》. 2021년 11월 22일. 2021년 12월 1일에 확인함.
36. ↑  “중국, '대만 대표처' 설치 허가한 리투아니아에 경제 보복 예고”. 《아주경제》. 2021년 11월 25일. 2021년 12월 1일에 확인함.
37. ↑  “중국, 대만대표처 허가한 리투아니아서 영사업무 중단”. 《뉴시스》. 2021년 11월 26일. 2021년 12월 1일에 확인함.
38. ↑  “2021年11月26日外交部发言人赵立坚主持例行记者会”. 《中華人民共和國外交部》 (중국어 간체). 2021년 11월 26일.
39. ↑  “중국, 대만 손잡은 리투아니아에 보복…대사관→대표처 격하”. 《한겨레》. 2021년 11월 26일. 2021년 12월 1일에 확인함.
40. ↑  呂伊萱 (2021년 7월 21일). “台立兩國互設處》 立陶宛外交部：有助擴大各領域合作”. 《自由時報》 (중국어 정체). 2021년 7월 21일에 원본 문서에서 보존된 문서. 2021년 7월 21일에 확인함.
41. ↑  “強調應「相互尊重」 立陶宛總統：我們有權決定與哪一國發展關係”. 《聯合報》 (중국어 정체). 2021년 8월 11일. 2021년 8월 17일에 원본 문서에서 보존된 문서. 2021년 8월 12일에 확인함.
42. ↑  “立陶宛外長：中國決策令人遺憾 盼大使儘快復位” (중국어 정체). 2021년 9월 14일에 원본 문서에서 보존된 문서. 2021년 9월 13일에 확인함.
43. ↑  “中國決定降級與立陶宛外交關係，「嚴正抗議」在該國設立台灣代表處”. 《BBC News 中文》 (중국어 정체). 2021년 11월 21일. 2021년 11월 21일에 원본 문서에서 보존된 문서. 2021년 11월 21일에 확인함.
44. ↑  “中國降級兩國外交關係 立陶宛：遺憾”. 《中央社》 (중국어 정체). 2021년 11월 21일. 2021년 11월 21일에 원본 문서에서 보존된 문서. 2021년 11월 21일에 확인함.
45. ↑  “리투아니아 "中 외교 관계 격하 유감…대만 협력 권리 있어"”. 《뉴시스》. 2021년 11월 22일. 2021년 12월 1일에 확인함.
46. ↑  李文輝 (2021년 10월 30일). “立陶宛總統：籲陸心平氣和接受開設台灣代表處”. 《中時新聞網》 (중국어 정체). 2021년 11월 4일에 원본 문서에서 보존된 문서. 2021년 11월 1일에 확인함.
47. ↑  “中國施壓無用！台灣代表處掛牌 89歲自由民主新立陶宛國父到場祝賀 | 政治 | Newtalk新聞”. 《新頭殼 Newtalk》 (중국어 정체). 2021년 11월 19일. 2021년 11월 21일에 원본 문서에서 보존된 문서. 2021년 11월 21일에 확인함.
48. ↑  “Grupė Lietuvos parlamentarų ragina boikotuoti Pekino žiemos olimpines žaidynes” (리투아니아어). 2021년 11월 19일. ISSN 0099-9660. 2021년 11월 28일에 확인함.
49. ↑  “Call for Lithuania to boycott Beijing 2022 after China downgrades diplomatic status”. 《Inside the Games》 (영어). 2021년 11월 21일. 2021년 11월 22일에 확인함.
50. ↑  “LTOK pozicija dėl siūlymo sportininkams boikotuoti Pekino žiemos olimpines žaidynes”. 《Lietuvos tautinis olimpinis komitetas》 (리투아니아어). 2021년 11월 23일. 2021년 12월 1일에 확인함.
51. ↑  “Po Seimo narių prašymo boikotuoti Pekino olimpinės žaidynes – griežtas LTOK atsakas”. 《15min》 (리투아니아어). 2021년 11월 23일. 2021년 12월 1일에 확인함.
52. ↑  “Lithuania confirms diplomatic boycott of Beijing 2022 Winter Olympics”. 《ANI News》 (영어). 2021년 12월 3일. 2021년 12월 8일에 확인함.
53. ↑  “베이징올림픽 '보이콧' 동참국 4곳으로...호주·뉴질랜드·리투아니아도”. 《아주경제》. 2021년 12월 8일. 2021년 12월 16일에 확인함.
54. ↑  “'파이브 아이스'에 한 방 맞은 中 "EU라도 보이콧 막아라" 총력전”. 《서울신문》. 2021년 12월 10일. 2021년 12월 16일에 확인함.
55. ↑  “Lithuanian diplomats leave China as relations sour over Taiwan”. 《Reuters》 (영어). 2021년 12월 15일. 2021년 12월 15일에 확인함.
56. ↑  “立陶宛召回駐中國臨時代辦 傳顧慮人員安全”. 《中央社》 (중국어 정체). 2021년 12월 15일. 2021년 12월 15일에 확인함.
57. ↑  “'中과 갈등' 리투아니아, 주중 외교관 급거 귀국.."중국 위협에 대응"”. 《해럴드경제》. 2021년 12월 16일. 2021년 12월 16일에 확인함.
58. ↑  “‘대만 갈등’ 속 리투아니아 주중 대사관 잠정 폐쇄…외교관 모두 귀국 후 원격 운영”. 《경향신문》. 2021년 12월 16일. 2021년 12월 16일에 확인함.
59. ↑  中央社 (2021년 7월 20일). “立陶宛設處 美國務院樂見台灣擴展國際夥伴關係”. 《聯合新聞網》 (중국어 정체). 2021년 7월 20일에 원본 문서에서 보존된 문서. 2021년 7월 20일에 확인함.
60. ↑  張順祥 (2021년 7월 20일). “台將在立陶宛設處 AIT：各國享有與台締結關係自由”. 《中央廣播電臺》 (중국어 정체). 2021년 7월 22일에 원본 문서에서 보존된 문서. 2021년 7월 20일에 확인함.
61. ↑  中央社 (2021년 8월 11일). “美國務院挺立陶宛台灣發展互惠關係 拒北京壓力”. 《中時新聞網》 (중국어 정체). 2021년 8월 15일에 원본 문서에서 보존된 문서. 2021년 8월 15일에 확인함.
62. ↑  “陸抵制「駐立陶宛台灣代表處」 美：譴責北京報復”. 《聯合新聞網》 (중국어 정체). 2021년 8월 11일. 2021년 11월 9일에 원본 문서에서 보존된 문서. 2021년 11월 9일에 확인함.
63. ↑  “美國獎勵立陶宛對台友善 提供166億出口信貸 期望歐盟跟進 - 國際”. 《中時新聞網》 (중국어 정체). 2021년 11월 21일에 원본 문서에서 보존된 문서. 2021년 11월 21일에 확인함.
64. ↑  中央社 (2021년 8월 10일). “歐盟挺立陶宛台灣互設處 指外交齟齬傷歐中關係”. 《聯合新聞網》 (중국어 정체). 2021년 8월 11일에 원본 문서에서 보존된 문서. 2021년 8월 11일에 확인함.
65. ↑  “外交部誠摯感謝歐洲議會外交委員會高票通過針對「台歐盟政治關係暨合作」報告暨相關修正提案，樂見台歐盟友好關係邁向新里程碑”. 《中華民國外交部全球資訊網》 (중국어 정체). 2021년 9월 2일. 2021년 11월 9일에 원본 문서에서 보존된 문서. 2021년 11월 9일에 확인함.
66. ↑  國際中心 (2021년 11월 19일). “【台灣代表處正式掛牌】立陶宛國父現場祝賀、歐美議員力挺 中國外交部強烈譴責”. 《上報》 (중국어 정체). 2021년 11월 20일에 원본 문서에서 보존된 문서. 2021년 11월 20일에 확인함.